# .eu
.eu je doména nejvyššího řádu (TLD) určená pro občany a organizace států Evropské unie. Doménu spravuje EURid, sdružení správců národních domén z Belgie, Itálie a Švédska; přidruženým členem je správce TLD Česka. Řešením sporů o evropské domény je pověřen Rozhodčí soud při Hospodářské komoře České republiky a Agrární komoře České republiky v Praze. Registrace je možná pouze přes akreditované registrátory.

## Historie

### Spuštění registrací a sunrise period
Na základě rozhodnutí Evropské komise bylo nutné zajistit spuštění registrací domén takovým způsobem, aby doménové názvy získali nejprve držitelé nejrůznějších ochranných známek a aby se co nejvíce zamezilo spekulanství s doménami.
Počáteční registrační období (začalo 7. listopadu 2005), které se nazývá sunrise period, umožňovalo podávání žádosti o zaregistrování domény na základě přednostního práva na odpovídající názvy (ochranné známky, geografické názvy, obchodní názvy aj.). K žádosti bylo nutné dodat dokumenty, které takové přednostní právo doložilo.
Volná registrace .eu domén (tzv. land rush) byla spuštěna až 7. dubna 2006. Od té doby si může doménu zaregistrovat jakákoliv právnická či fyzická osoba se sídlem, bydlištěm či pobočkou v některém ze států Evropské unie. Registrace lze provádět prostřednictvím akreditovaných registrátorů, z nichž 16 jich je z Česka, a pouze na 1 rok dopředu.
Domény, u kterých byla v Sunrise period žádost o registraci zamítnuta, byly průběžně uvolňovány k volné registraci.

### IDN ( non-ASCII )
10. prosince 2009 byla otevřena možnost registrace domén s IDN tedy znaky které nejsou v ASCII jako napříklád české háčky a čárky, přehlásky apod. Jen je zakázáno kombinovat v jedné doméně různé znakové sady.
V lednu 2011, tedy po roce provozu, se ukazuje, že v Česku klesá zájem o IDN, většina uživatelů, kteří si zakoupili doménu s IDN, si ji již neprodloužili.[zdroj?]
Registr domén .eu, provozovaný organizací EURid, je přístupný pouze akreditovaným registrátorům, a to prostřednictvím EPP protokolu (Extensible Provisioning Protocol).